# Сиракюз (Юта)
Сиракюз (на английски: Syracuse) е град в окръг Дейвис, щата Юта, САЩ. Сиракюз е с население от 22 195 жители (2008) и обща площ от 22,6 km². Намира се на 1306 m надморска височина. ЗИП кодът му е 84075, а телефонният му код е 385, 801.